# Пресслер, Дэйв
Дэвид «Дэйв» Пресслер (англ. David «Dave» Pressler; род. 26 мая 1964, Чикаго) — американский актёр, художник, дизайнер, продюсер и сценарист. Известен, как создатель мультсериала «Робот и Монстр».

## Биография
Дэйв Пресслер родился в 1964 году в Чикаго, США. В 21 год он переехал в Лос-Анджелес, изучая актёрское мастерство. В 1990 году Дэйв выиграл награду Dramalogue за роль в спектакле «Солдаты» и из-за этого у него появилось желание участвовать в других проектах. Начало его карьеры состоялось в начале 1990-х в ТВ-фильме, «Beyond Family». Помимо актёрского мастерства, Пресслер занимался работой продюсера, сценариста и аниматора. В 2009 году Дэйв начал производить мультсериал «Робот и Монстр» с Джошуей Стернин и Джеффри Вентимилией, который вышел в 2012 году на канале Nickelodeon. Помимо этого Пресслер произвёл в 2014 году мультсериал «Как все делать с Гарриком и Марвином» для Dreamworks TV.
В настоящее время работает над перезагрузкой мультсериала «Ох уж эти детки!» в качестве исполнительного сопродюсера.

### Личная жизнь
Дэйв Пресслер женат на Лизе Хенсон с 2008 года, имеет двух детей.

## Фильмография
1. 1999: Предмет (продюсер)
2. 2001: Shooting LA (продюсер)
3. 2006: Laugh Pad (исполнительный продюсер)
4. 2007: Игра с куклами (исполнительный продюсер)
5. 2009: Команда Смитрин (художник раскадровки)
6. 2012—2015: Робот и Монстр (создатель, исполнительный продюсер, дизайнер персонажей)
7. 2013: Dark Realm (продюсер)

### Актёр
1. 1995: Beyond Family — Фрики
2. 1999: Предмет — Мартин
3. 2001: Shooting LA — Филипп
4. 2012: День подарков — банкир
5. 2012: Два Джека — Брэд
6. 2015: Франкенштейн — Доктор Преториус